# Päivävuoma
Päivävuoma är ett naturreservat i Gällivare kommun i Norrbottens län.
Området är naturskyddat sedan 2003 och är 27,6 kvadratkilometer stort. Reservatet omfattar ett orört större våtmarksområde. Området är en god fågellokal.